# Alaksmí

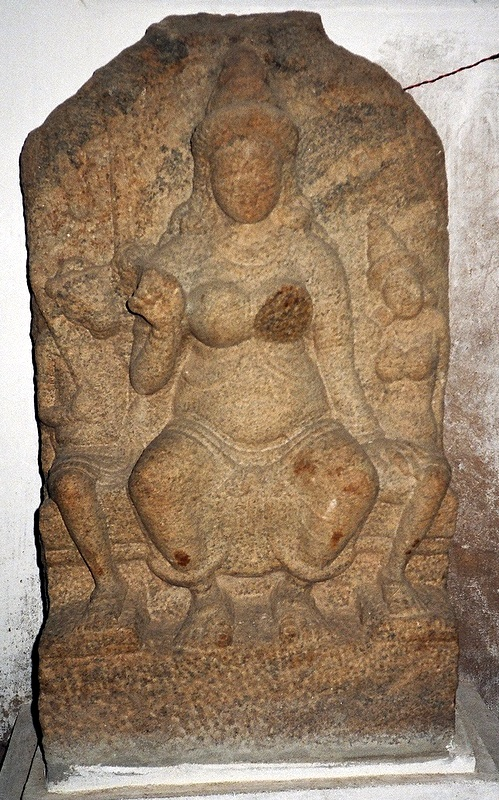
Diosa Alaksmí o Jyeshtha en el templo Kailash, Kanchipuram

Alaksmí es una diosa menor de la India, que representa el infortunio y la desgracia. 
Aparece mencionada por primera vez en el Majábharata (siglo III a. C.) y con más detalle en el Kalki-purana (siglo III d. C.).
Allí se menciona que es la hermana mayor de Laksmí (la diosa de la fortuna) y la segunda esposa del demonio Kali.

## Nombre y etimología
- alakṣmī, en el sistema AITS (alfabeto internacional para la transliteración del sánscrito).
- अलक्ष्मी, en escritura devanagari del sánscrito.
- Pronunciación: /alakshmí/.[2]
- Etimología:[2]
  - ‘que no es [la diosa] Lakshmi’,
  - ‘infortunio’ (aparece con este significado por primera vez en el texto sánscrito Shankhaiana-grijia-sutra,[2] siendo:
    - a: partícula negativa
    - lakṣmī: ‘fortuna’, que en el Átharva-veda no representa la diosa sino simplemente ‘fortuna’; en el Rig-veda (el texto más antiguo de la India, de mediados del II milenio a. C.), versículo 10, 71, 2 se menciona la palabra lakṣmīka: ‘signo, símbolo’.[2]

## Representación
Se la describe como repelente para las vacas, con dientes de toro y pies de antílope.
Tiene el cuerpo marchito y seco, las mejillas hundidas, los labios gruesos, ojos saltones, y va montada en un burro.
A veces se la representa con forma de búho, acompañando a su hermana Laksmí. Los hinduistas creían que el búho era la representación de la arrogancia y la estupidez que a menudo acompaña a la fortuna [traída por Laksmí] y presagia la infortunio.
Es por esta razón que a los devotos de Laksmí no les gustan las lechuzas.

## mitos
Hay varios mitos acerca de sus orígenes. 
Uno dice que Laksmí fue uno de los seres bienaventurados —como el amrita (el néctar de la inmortalidad), tulasí (la albahaca sagrada), Dhanuantari (el dios de la medicina)— que surgió del océano de leche cuando fue batido por los dioses y los demonios, mientras que Alaksmí surgió del veneno Kalakuta que goteaba de la boca de la serpiente Vasuki Naga.
Alaksmí, la esposa de Kali, y sus hijos que supervisan el mal, también vinieron del Ksira Sagara (el océano de leche).
Otro texto dice que ambas nacieron en el océano de leche, pero Alaksmí es la mayor de las dos.
Otra leyenda dice que Laksmí nació del esplendor del rostro de Prayápati (el dios Brahmá, de cuatro cabezas), mientras que Alaksmí nació de su espalda.
De acuerdo con una fuente, cuando Alaksmí entra en un hogar, trae celos y malicia en su camino. Los hermanos se pelean entre sí, y las familias y el linaje masculino (el kula patriarcal) enfrentan la ruina.
Según una historia, Alaksmí estaba molesta porque su hermana menor ya se había casado (lo que va en contra de las leyes hinduistas) y encima era la esposa del dios Visnú (el máximo dios del panteón hinduista) y estaba viviendo en el paraíso Vaikuntha, mientras que ella no tenía ni marido ni morada. Laksmí (o el propio Visnú) entonces decretó: «El esposo de Alaksmí será Mritiú, el dios de la muerte, la decadencia y la degeneración, y la morada de Alaksmí será cualquier lugar donde suciedad, fealdad, pereza, gula, envidia, ira, hipocresía, avaricia y lujuria».

## Conexión con otros dioses
Un libro acerca de las constelaciones Naksatra dice que la deidad de la 19.ª mansión lunar de Mūla es Níriti, la diosa de la destrucción, que tiene el poder de destruir (barjana-sakti). Dice que Níriti toma la forma de la diosa Kali. Alaksmí es otro nombre de Níriti.